# ذوالفقار شروانی
 قوام الدین حسین بن صدر الدین علی شروانی متخلص به ذوالفقار که لقب ملک الشعرا نیز داشته از شعرای سده هفتم هجری بوده و او را واضع شعر مصنوعی می‌دانند سال درگذشت وی را ۶۶۹ هجری خورشیدی نوشته‌اند. وی در مقبره الشعرای تبریز به خاک سپرده شده‌است.